# ユングトゥ
ユングトゥ（寿言・寿詞）は、琉球列島の呪祷文学の一類型。「歌う」と「語る」の未分化状態のような歌謡と表現されることがある。八重山諸島においては物語的歌謡の類型を指し、奄美諸島においては童謡の一種を指す。本項ではすべての地域のものを概説する。

## 語源
本土日本語の「良言（よごと）」もしくは「読み言」に対応するとされる。

## 奄美諸島
ユングトゥもしくはユングトは奄美諸島の短めの童謡の一つである。虫や家畜、魚、自然、鳥獣や植物に呼びかけたり、天に願い事をしたり、他人の悪口を言ったりするさいの唱え歌としておこなわれる。もっぱら遊戯的なもの、アニミズム的な背景をもつ呪術的なもの、またその両方の混合が認められる。その起源は八重山諸島と同じく何らかの祭祀儀礼にあると考えられる。

## 沖縄諸島
従来、ユングトゥは奄美・八重山にしかしられていなかったが、沖縄にも報告されて久しい。

## 八重山諸島
ユングトゥもしくはユングドゥ、ヨングトゥは八重山諸島の主要な歌謡の一つである。
その起源は祭祀儀礼にあると考えられるが、呪詞文芸から歌謡文芸への変化の過渡期にあるとされ、近代では種子取り祭りや新築落成祝、結婚祝いなどの余興として演ぜられる。
大人が一人で行い、簡単な身振りの動作を伴う。手拍子はない。比較的長編である。詠唱の形態は歌謡的な一種の曲調をもったものか、語り的か、その混合である。かならず生まれ育った集落の方言を用いる。昔話的な歌い納めの定型句として「ユー」「ユー、ヒサレー（ユーヒサレー、シィサリー）」がある。「ユー」は「～だそうよ」の意味の伝聞の終末句であり、「ヒサレー」は一般に目上の人への挨拶であるが、神前での集団礼拝でも使用される。後者から、本来、神前で奏上されたことが推知される。
内容は動植物・虫・魚・自然・恋愛・性愛などを歌うものが多く、人間の行動の叙述が多く、神酒醸造、農作業の場面に関する物が多い。専ら滑稽的・諧謔的だが、専ら呪言的なものもある。その双方が混在する場合もある。叙事的であり、一部には早口言葉的なものがある。笑いへの呪力信仰が認められる。即興的に歌われる場合があり、本人や別の人の体験談を面白おかしく誇張して詠うこともあるが、個人的に歌われるものであり、共同体に共有され、特定の作者はいない。